# A Fistful of Alice
A Fistful of Alice – album koncertowy amerykańskiego wokalisty Alice Coopera. Koncert miał miejsce w klubie Cabo Wabo w Cabo San Lucas w Meksyku w 1996 roku, a album koncertowy został wydany 29 lipca następnego roku. Gościnnie pojawili się muzycy Sammy Hagar, Slash oraz heavymetalowy wokalista Rob Zombie. Ostatni utwór albumu, "Is Anyone Home?", jest jedynym utworem studyjnym nagranym ekskluzywnie dla tego albumu.

## Lista utworów

### Wydanie amerykańskie
1. "School’s Out" (feat. Sammy Hagar)
2. "I’m Eighteen"
3. "Desperado"
4. "Lost in America" (feat. Slash)
5. "Teenage Lament '74"
6. "I Never Cry"
7. "Poison"
8. "Billion Dollar Babies"
9. "Welcome to My Nightmare"
10. "Only Women Bleed" (feat. Slash)
11. "Feed My Frankenstein" (feat. Rob Zombie)
12. "Elected" (feat. Rob Zombie & Slash)
13. "Is Anyone Home?"

### Wydanie brytyjskie
1. "School’s Out" (feat. Sammy Hagar)
2. "Under My Wheels"
3. "I’m Eighteen"
4. "Desperado"
5. "Lost in America" (feat. Slash)
6. "Teenage Lament '74"
7. "I Never Cry"
8. "Poison"
9. "Billion Dollar Babies"
10. "Welcome to My Nightmare"
11. "Only Women Bleed" (feat. Slash)
12. "Feed My Frankenstein" (feat. Rob Zombie)
13. "Elected" (feat. Rob Zombie & Slash)
14. "Is Anyone Home?"

### Wydanie japońskie
1. "School’s Out" (feat. Sammy Hagar)
2. "Under My Wheels"
3. "I’m Eighteen"
4. "Desperado"
5. "Lost in America" (feat. Slash)
6. "Teenage Lament '74"
7. "I Never Cry"
8. "Poison"
9. "Bed of Nails"
10. "Clones"
11. "No More Mr. Nice Guy"
12. "Billion Dollar Babies"
13. "Welcome to My Nightmare"
14. "Only Women Bleed" (feat. Slash)
15. "Feed My Frankenstein" (feat. Rob Zombie)
16. "Elected" (feat. Rob Zombie & Slash)
17. "Is Anyone Home?"

### Wydanie australijskie
1. "School’s Out" (feat. Sammy Hagar)
2. "Under My Wheels"
3. "I’m Eighteen"
4. "Desperado"
5. "Lost in America" (feat. Slash)
6. "Teenage Lament '74"
7. "I Never Cry"
8. "Poison"
9. "No More Mr. Nice Guy"
10. "Bed of Nails
11. "Only Women Bleed" (feat. Slash)
12. "Feed My Frankenstein" (feat. Rob Zombie)
13. "Elected" (feat. Rob Zombie & Slash)
14. "Is Anyone Home?"

## Personel
- Alice Cooper – Główny wokal
- Reb Beach – gitara
- Ryan Roxie – gitara
- Todd Jensen – Bass
- Paul Taylor – gitara
- Jimmy DeGrasso – perkusja

Dodatkowy personel
- Sammy Hagar – wokal
- Slash – gitara
- Rob Zombie – wokal